# 水芋
水芋（学名：Calla palustris）为天南星科水芋属的唯一种。分布于美洲的北温带和亚北极地区、亚洲、欧洲以及中国大陆的内蒙古、吉林、辽宁、黑龙江等地，生长于海拔200米至1,100米的地区，见于草甸或沼泽等浅水域，目前尚未由人工引种栽培，含有含量非常高的草酸，屬於有毒的草酸鈣結晶。

## 别名
水葫芦（黑龙江） 水浮莲（黑龙江尚志）